# Костшевский, Юзеф
Ю́зеф Костше́вский (пол. Józef Kostrzewski; 25 февраля 1885, Венглево, Познанский округ, Пруссия, Германская империя — 19 октября 1969, Познань) — польский археолог и музейный работник.

## Биография
Родился под Познанью. Учился сначала в Кракове, а в 1910—1914 г. в Берлине под руководством Г. Коссинны. Возвратившись в Польшу, он обратил против своего бывшего учителя метод «археологии поселений» и пытался доказать, что славяне были автохтонны в Польше как минимум со времён бронзового века (лужицкая культура) и далее.
В исследованиях Костшевского научная аргументация нередко подменялась «патриотической». Помимо Коссинны, он полемизировал с Б. фон Рихтгофеном по поводу этнической атрибуции поморской и лужицкой культур.
В 1919 г. получил должность профессора по кафедре доисторических исследований в новообразованном при его участии Познанском университете. С 1934 г. руководил раскопками поселения Бискупин, которые возобновил по окончании 2-й мировой войны.
Создал и редактировал в 1919—1969 годах журнал Przegląd Archeologiczny («Археологический обзор»), в 1926—1939 г. Z otchłani Wieków («Из бездны веков»), в 1950—1969 — Fontes Archaeologici Posnanienses. Основатель и бессменный руководитель (1920—1969) Польского доисторического общества (пол. Polskе Towarzystwо Prehistorycznе) (позже Польского Археологического общества).
Во время немецкой оккупации Польши скрывался от гестапо. Вернулся в Познань в 1945 г, где и прожил до самой смерти.
С 1950 г. руководил археологическим музеем в Познани.
С 1928 г. — член Польской академии знаний, с 1952 г. — Польской академии наук.

## Публикации
- Праславянское городище в Бискупине в Жнинском округе (Gród prasłowiański w Biskupine w powiecie żnińskim, Poznań 1938).
- Прапольская культура (Kultura prapolska, 1947)
- В соавторстве с В. Хмелевским и К. Яжджевским. Доисторическая Польша (with W. Chmielelewski and K. Jażdżewski, Pradzieje Polski, Wrocław 1965)
- Wielkopolska w czasach przedhistorycznych (1913),
- Die ostgermanische Kultur der Spätlatenezeit (1919),
- Prehistoria ziem polskich (в соавт., 1939),
- Zagadnienie ciągłości zaludnienia ziem polskich w pradziejach (1961),
- Pradzieje Polski (в соавт., 1965) и др.

## Награды и звания
- Офицер Ордена Почётного легиона (1937),
- Орден «Знамя Труда» (1957),
- Командорский Крест Ордена Святого Григория Великого (1964),
- действительный член Польской академии наук,
- доктор honoris causa Познанского университета.